# Def Leppard
I Def Leppard sono un gruppo musicale heavy metal  britannico formatosi nel 1977 a Sheffield. Inizialmente noti all'interno della corrente New Wave of British Heavy Metal a cavallo tra la fine degli anni settanta e l'inizio degli ottanta, ottennero in seguito enorme successo commerciale con gli album Pyromania (1983) e Hysteria (1987). La loro musica divenne un riferimento soprattutto per la scena heavy metal statunitense, più vicina alla melodia e agli elementi AOR.
In 40 anni di carriera hanno venduto più di 100 milioni di album in tutto il mondo. Sono stati inseriti da VH1 alla posizione numero 31 nella classifica dei "100 più grandi artisti hard rock" e alla numero 70 in quella dei "100 più grandi artisti di tutti i tempi". Nel 2019 vengono inseriti nella Rock and Roll Hall of Fame.

## Storia

### Gli inizi (1977–1979)

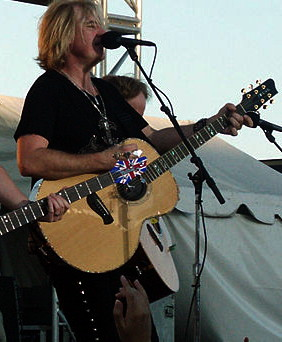
Joe Elliott

Il nucleo dei Def Leppard si formò nel 1977 sotto il nome di "Atomic Mass" presso la Tapton School di Sheffield, da parte di alcuni studenti della scuola: Rick Savage (bassista), Pete Willis (chitarrista) e Tony Kenning (batterista). Dopo la fondazione, il gruppo si mise alla ricerca di un secondo chitarrista e audizionarono Joe Elliott, tuttavia non furono convinti della sua prestazione con lo strumento e nonostante ciò, Elliott fu scelto come cantante del gruppo. Leggenda vuole che Joe incontrò Pete Willis per la prima volta dopo aver perso il bus per tornare a casa da scuola. La band tenne il suo debutto con un concerto in una vecchia fabbrica di posate, davanti a sole sei persone. La prima esibizione importante si svolse nella sala da pranzo della Westfield School di Mosborough, Sheffield.
Poco dopo Elliott propose di modificare il nome in "Deaf Leopard" (leopardo sordo), venutogli in mente mentre modificava l'ortografia di Led Zeppelin. Tony Kenning suggerì di storpiare il nome in "Def Leppard" in modo da renderlo meno simile a quello di una band punk. Nel gennaio 1978 si unì al gruppo il chitarrista Steve Clark, arruolato dopo aver eseguito con successo una cover di Free Bird dei Lynyrd Skynyrd durante il proprio provino. L'abilità di Clark risiedeva principalmente nell'ideare riff di chitarra di grande impatto.
Nel novembre dello stesso anno, venne licenziato Tony Kenning a causa del suo scarso impegno nei confronti della band. I Def Leppard lo sostituirono con il batterista Frank Noon durante le registrazioni del The Def Leppard E.P., un disco prodotto in maniera amatoriale contenente i primi tre brani originali scritti dal gruppo. Joe chiese a Noon di entrare in maniera stabile nella band, ma questi declinò gentilmente il suo invito. Venne dunque arruolato ufficialmente il quindicenne Rick Allen il 27 novembre 1978. Le vendite dell'EP salirono dopo che il famoso DJ John Peel della BBC Radio cominciò a trasmettere incessantemente il brano Getcha Rocks Off.
Durante il 1979, i Def Leppard si crearono un vasto seguito di pubblico, arrivando ad essere considerati tra le band di punta del nuovo movimento New Wave of British Heavy Metal. La loro crescente popolarità li portò a firmare un contratto con la major discografica Mercury Records quello stesso anno, grazie anche al lavoro svolto dal nuovo manager Peter Mensch.

### I primi successi (1980–1983)

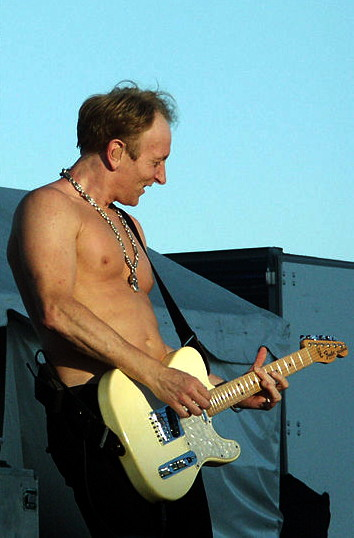
Phil Collen

Il 14 marzo 1980 venne pubblicato il primo album del gruppo, On Through the Night, il quale ottenne un ottimo successo di critica e di pubblico nel Regno Unito. Tuttavia emergeva chiaramente la volontà della band di puntare soprattutto al mercato americano, sia per le sonorità espresse che per alcuni brani come il singolo Hello America. Per questo motivo preferirono andare in tour negli Stati Uniti, aprendo concerti per Pat Travers, AC/DC e Ted Nugent. All'epoca la rivalità tra band americane e britanniche era molto marcata, e ciò portò a un risentimento dei fan della prima ora che vedevano nei Def Leppard le nuove icone della New Wave of British Heavy Metal.
A dimostrazione di ciò, il gruppo ricevette una pessima accoglienza quando ritornò nel Regno Unito per partecipare al Festival di Reading, venendo bersagliato durante la propria esibizione da alcune lattine di birra e bottiglie piene di urina lanciate dal pubblico. La reazione dei fan fu alimentata in parte anche da un articolo di copertina della rivista Sounds che intitolava "Has the Leppard changed its spots?" (letteralmente "il leopardo ha cambiato macchie?"), accusando la band di essersi venduta al mercato americano. Joe Elliott definì terribilmente esagerata la reazione dei media e sottolineò come l'esibizione della band fosse stata comunque apprezzata da buona parte del pubblico presente.
La band attirò le attenzioni del famoso produttore Robert John "Mutt" Lange, che accettò di lavorare al loro secondo album High 'n' Dry, pubblicato l'11 luglio 1981. Nonostante il meticoloso lavoro di Lange, che aveva aiutato molto i Leppard a sviluppare un proprio sound, l'album non replicò le vendite del precedente nel Regno Unito. Tuttavia contribuì ad accrescere ancora di più la fama del gruppo negli Stati Uniti, grazie in particolare al videoclip del singolo Bringin' On the Heartbreak che divenne uno dei primi video metal trasmessi dalla neonata MTV. La band continuerà ad utilizzare il mezzo televisivo nel corso degli anni successivi per attirare sempre maggiori fan. In seguito alla pubblicazione del nuovo album, la band intraprese un tour europeo aprendo concerti per Ozzy Osbourne e Blackfoot.
Il 12 luglio 1982 subentrò nella band Phil Collen, ex chitarrista dei Girl, in sostituzione di Pete Willis, che venne licenziato a causa del suo eccessivo abuso di alcool. L'avvicendamento ebbe luogo durante le registrazioni del terzo album Pyromania, pubblicato il 20 gennaio 1983 e ancora prodotto da Lange. Il primo singolo estratto dal disco, Photograph, scalzò Beat It di Michael Jackson al primo posto tra i video più trasmessi da MTV e dominò le classifiche rock americane per sei settimane. I Def Leppard avevano finalmente raggiunto la tanto agognata fama negli Stati Uniti e poterono partire per il loro primo tour da headliner.
Trainato da Photograph e dei successivi singoli Rock of Ages e Foolin', il disco divenne un inaspettato successo commerciale e arrivò a vendere 6 milioni di copie nel 1983 (con una media di oltre 100.000 unità a settimana), cedendo il primo posto nella classifica degli album solamente a Thriller di Michael Jackson. Il picco della fama venne raggiunto durante un concerto tenuto insieme a Billy Squier al Jack Murphy Stadium di San Diego, California, di fronte a una folla di 55.000 spettatori. In quel periodo, negli Stati Uniti i Def Leppard erano più popolari di band come AC/DC, Journey e The Rolling Stones. Tuttavia lo erano ancora poco nel loro paese natio; sarà solo con l'album successivo che il gruppo sfonderà definitivamente anche nel Regno Unito.

### Gli anni d'oro (1984–1989)

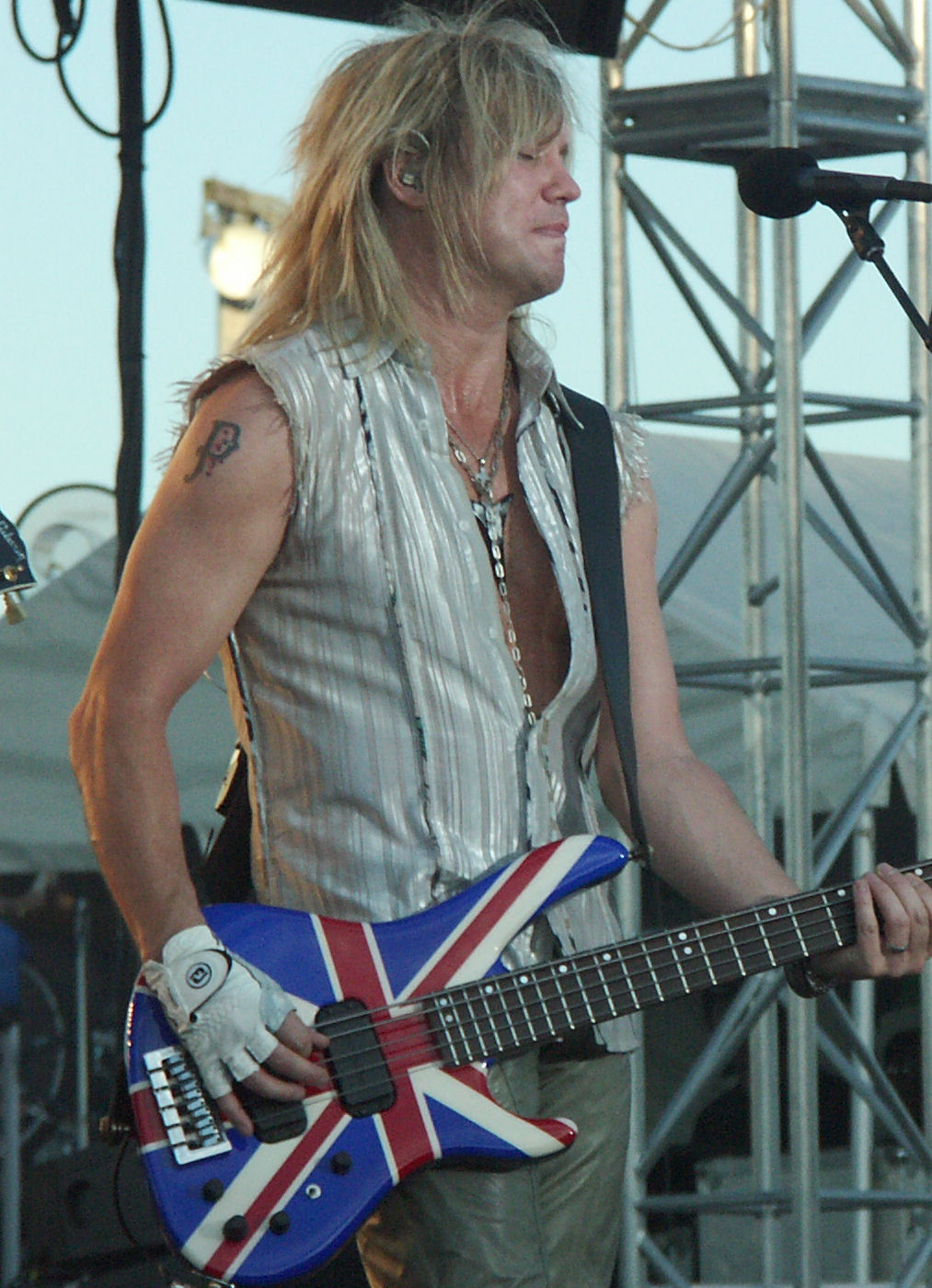
Rick Savage

Nel febbraio 1984 la band si spostò a Dublino per fuggire al fisco e cominciare la lavorazione del seguito di Pyromania. Mutt Lange accettò inizialmente di partecipare alle sessioni di stesura delle canzoni, ma rinunciò poi improvvisamente a ritornare come produttore poiché era spossato dal continuo lavoro e desiderava prendersi una pausa dopo aver finito di lavorare a Heartbeat City dei The Cars. Al posto suo, il gruppo si avvalse della collaborazione di Jim Steinman, già compositore del famoso album Bat Out of Hell di Meat Loaf. Tuttavia la band ebbe difficoltà ad adattarsi al metodo lavorativo di Steinman, decidendo quindi di licenziarlo dopo un paio di sessioni. Ciò ritardò il processo di lavorazione del nuovo album e fece lievitare in maniera notevole i costi.
Come se non bastasse, la notte del 31 dicembre 1984, Rick Allen subì un gravissimo incidente d'auto mentre si stava recando a una festa di capodanno. Il batterista era a bordo della sua Corvette, quando ingaggiò un duello con un automobilista che continuava a disturbarlo impedendogli in ogni modo il sorpasso. Allen aveva la visuale coperta, per cui non vide una curva davanti a lui e continuò ad andare dritto, finendo bruscamente in un campo adiacente. Il batterista fu subito scaraventato fuori dalla vettura a causa della cintura difettosa, provocandogli la perdita immediata del braccio sinistro. Inizialmente i medici provarono a riattaccare l'arto con un intervento chirurgico, ma dovettero poi desistere per via di una setticemia. Commossi e scioccati, i Leppard non vollero tuttavia licenziarlo, e da quel momento il batterista strinse un patto con la Simmons per la produzione di batterie elettroniche, cominciando inoltre a incrementare l'uso delle gambe, che svolsero in parte il lavoro delle braccia. Per alcuni mesi, Allen si esercitò in completa solitudine con il suo nuovo strumento, prima di mostrare i propri progressi agli altri membri del gruppo eseguendo l'intro di When the Levee Breaks dei Led Zeppelin. I Def Leppard ingaggiarono temporaneamente il batterista Jeff Rich per supportare Rick Allen durante un mini tour in Irlanda, ma dopo che Rich fu costretto accidentalmente a saltare un concerto, si resero conto che Allen era ancora in grado di suonare da solo. Il 16 agosto 1986 la band si esibì al Monsters of Rock di Donington Park, quando Joe Elliott presentò Rick Allen davanti a un'emozionante ovazione di oltre 60.000 spettatori. L'evento rappresentò un vero e proprio momento di svolta per il batterista e la band.

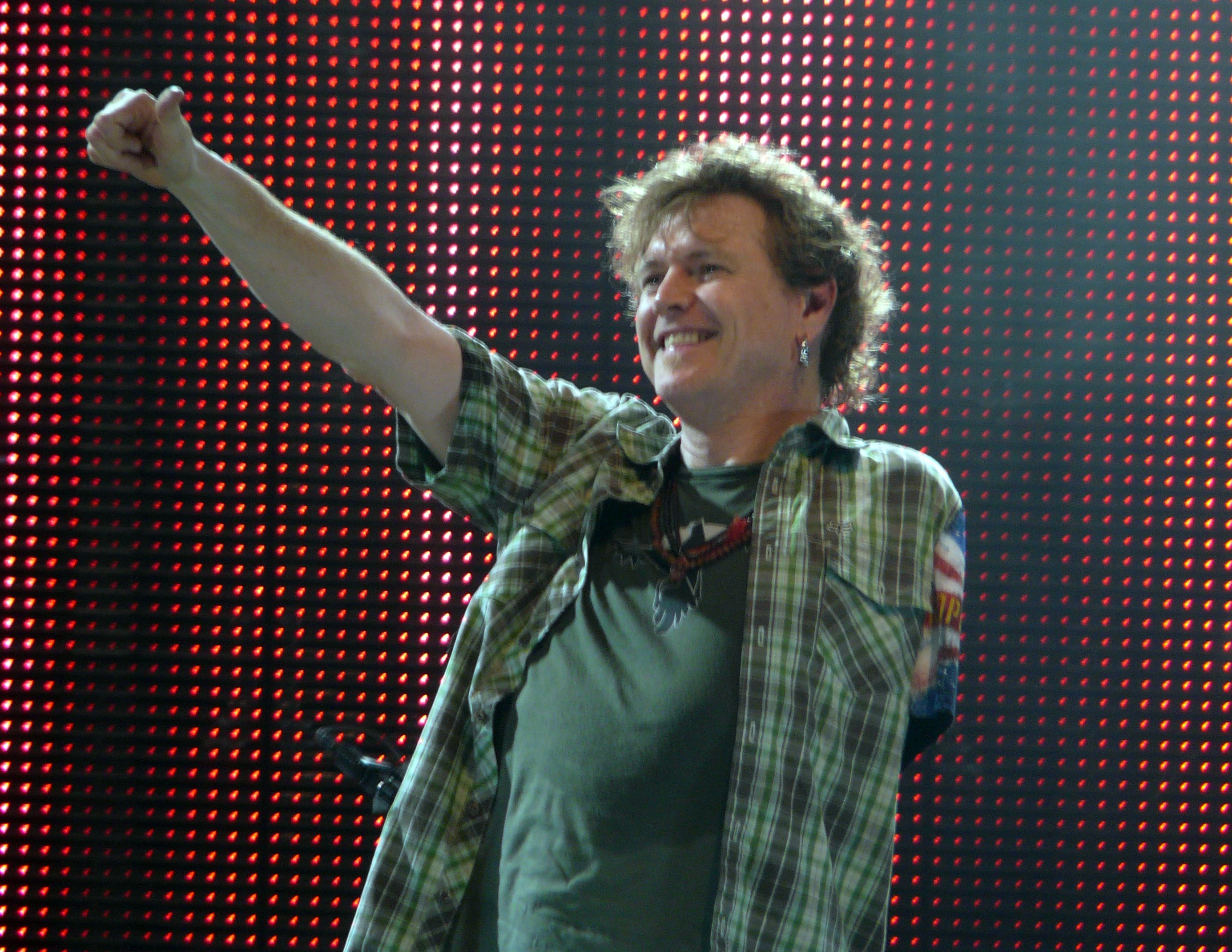
Dopo aver perso il proprio braccio sinistro in un incidente stradale, il batterista Rick Allen si fece costruire un set elettronico su misura

Presi dal ritrovato entusiasmo, i Def Leppard ultimarono il processo di lavorazione del nuovo album con Mutt Lange, che nel frattempo si era nuovamente reso disponibile. Lange trovò di bassa qualità il materiale inciso dalla band fino a quel momento per cui ordinò loro di ricominciare tutto da capo. Il produttore volle perfezionare il lavoro svolto in Pyromania e registrò ogni strumento singolarmente, arrivando a incidere su nastro il suono delle singole corde, e spinse al massimo le sovrincisioni delle voci, moltiplicando le armonie. I tempi di lavorazione del disco avevano nel frattempo superato i tre anni ed erano arrivati ad un costo di circa 4.5 milioni e mezzo, il che lo rese uno degli album più costosi di tutti i tempi.
Il tanto atteso quarto album, Hysteria, venne pubblicato il 3 agosto 1987. Finalmente i Def Leppard riuscirono a sfondare anche nel Regno Unito, grazie al singolo Animal che entrò nella top 10 britannica dei singoli più venduti. L'album debuttò direttamente al primo posto, trascorrendo 105 settimane totali in classifica. Tuttavia le vendite si rivelarono inizialmente disastrose negli Stati Uniti, dove la lunga assenza della band aveva contribuito a spegnere la passione del pubblico. Dopo alcuni mesi il disco aveva già venduto 3 milioni di copie solo in Europa, tuttavia il mancato successo in America impediva ancora all'album di rientrare delle spese enormi che erano state necessarie per la sua realizzazione. Il disco sfondò negli Stati Uniti solo dopo la pubblicazione del singolo Pour Some Sugar on Me, che raggiunse il secondo posto della Billboard Hot 100. Ciò spinse l'album a vendere mezzo milione di copie in una sola settimana e guadagnare la vetta Billboard 200 nel luglio 1988. Le vendite continuarono a crescere con la ballata Love Bites, che divenne l'unico singolo del gruppo capace di arrivare al primo posto della Billboard Hot 100. In totale l'album arrivò a piazzare un totale di sette singoli in classifica, rimanendo in classifica per tre anni e vendendo oltre 20 milioni di copie in tutto il mondo. I Def Leppard divennero la rock band di maggior successo commerciale degli anni ottanta, davanti a gruppi come Bon Jovi e Guns N' Roses.
Conseguentemente alla pubblicazione dell'album, il gruppo intraprese il suo più grande tour di sempre. La maggior parte delle date presentavano un innovativo palco circolare, che veniva posizionato al centro delle arene, permettendo al pubblico di avere una visione a 360° gradi della performance della band. I Def Leppard furono la prima band in assoluto ad utilizzare questo particolare concetto di palco. L'idea venne al manager Peter Mensch dopo aver assistito a un concerto di Frank Sinatra su di uno stage simile. Un concerto del tour venne pubblicato in VHS come Live: In the Round, in Your Face. In quello stesso periodo il gruppo partecipò come ospite al Festival di Sanremo 1988; inoltre Steve Clark, Phil Collen e Rick Savage accompagnarono l'esibizione di Ben E. King in qualità di sezione ritmica sulle note della celebre Stand By Me durante una delle serate della manifestazione.

### Nuovi eventi (1990–1999)

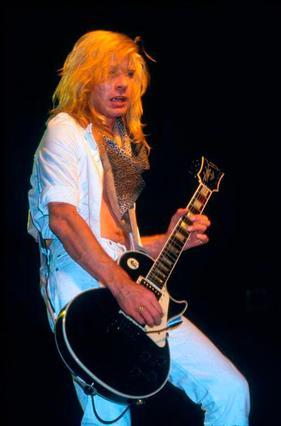
Il chitarrista Steve Clark morì per abuso di alcool nel 1991

Dopo questo mastodontico successo, il gruppo si rimise al lavoro prontamente per realizzare al più presto un quinto album. Ma i problemi di alcolismo di Steve Clark finirono per rallentare nuovamente la band, dopo che questi finì in stato comatoso in un bar di Minneapolis sul finire del 1989. I medici riuscirono miracolosamente a salvarlo dopo avergli trovato un tasso alcolemico nel sangue doppio rispetto a quello che uccise John Bonham dei Led Zeppelin. In seguito a questo episodio, i membri del gruppo lo spinsero a iniziare un programma di riabilitazione, concedendogli sei mesi di aspettativa dai Def Leppard. Il resto della band dovette proseguire il lavoro, ignara della disgrazia che si preparava a colpire tutti i componenti. Clark non vide mai completato il lavoro al quale i Def Leppard si prodigavano in quel periodo: morì infatti l'8 gennaio 1991, stroncato da un mix accidentale di anti-depressivi, analgesici e alcool nella sua casa di Londra.
I Def Leppard andarono avanti momentaneamente con una formazione a quattro, facendo registrare a Collen anche le parti di chitarra di Clark. Il 31 marzo 1992 venne così pubblicato il quinto album Adrenalize. Il disco debuttò al primo posto sia nel Regno Unito che negli Stati Uniti, mantenendo il primato della classifiche americane per 5 settimane consecutive. L'immediato successo fu garantito principalmente dal primo singolo Let's Get Rocked, accompagnato da un innovativo videoclip girato con la tecnica del CGI che quello stesso anno venne nominato come Video dell'anno agli MTV Video Music Awards. Il 20 aprile 1992 i Def Leppard presentarono al pubblico il loro nuovo chitarrista Vivian Campbell, ex membro di Dio e Whitesnake, durante il Freddie Mercury Tribute Concert in diretta televisiva dal Wembley Stadium. In quell'occasione il gruppo si esibì nel pomeriggio con un miniset di tre canzoni composto da Animal, Let's Get Rocked e la cover Now I'm Here dei Queen eseguita con la partecipazione di Brian May. Joe Elliott raggiunse successivamente i restanti membri dei Queen e Slash per eseguire Tie Your Mother Down durante la serata vera e propria. Stabilita la nuova formazione, i Def Leppard si imbarcarono in un nuovo tour di enorme successo. Tuttavia, in quel periodo la popolarità della band stava cominciando a diminuire a causa dell'avvento del movimento grunge, ma nonostante ciò arrivò a vendere oltre 7 milioni di copie nel mondo. Adrenalize si rivelò infatti un parziale insuccesso commerciale se confrontato ai precedenti Pyromania e Hysteria.

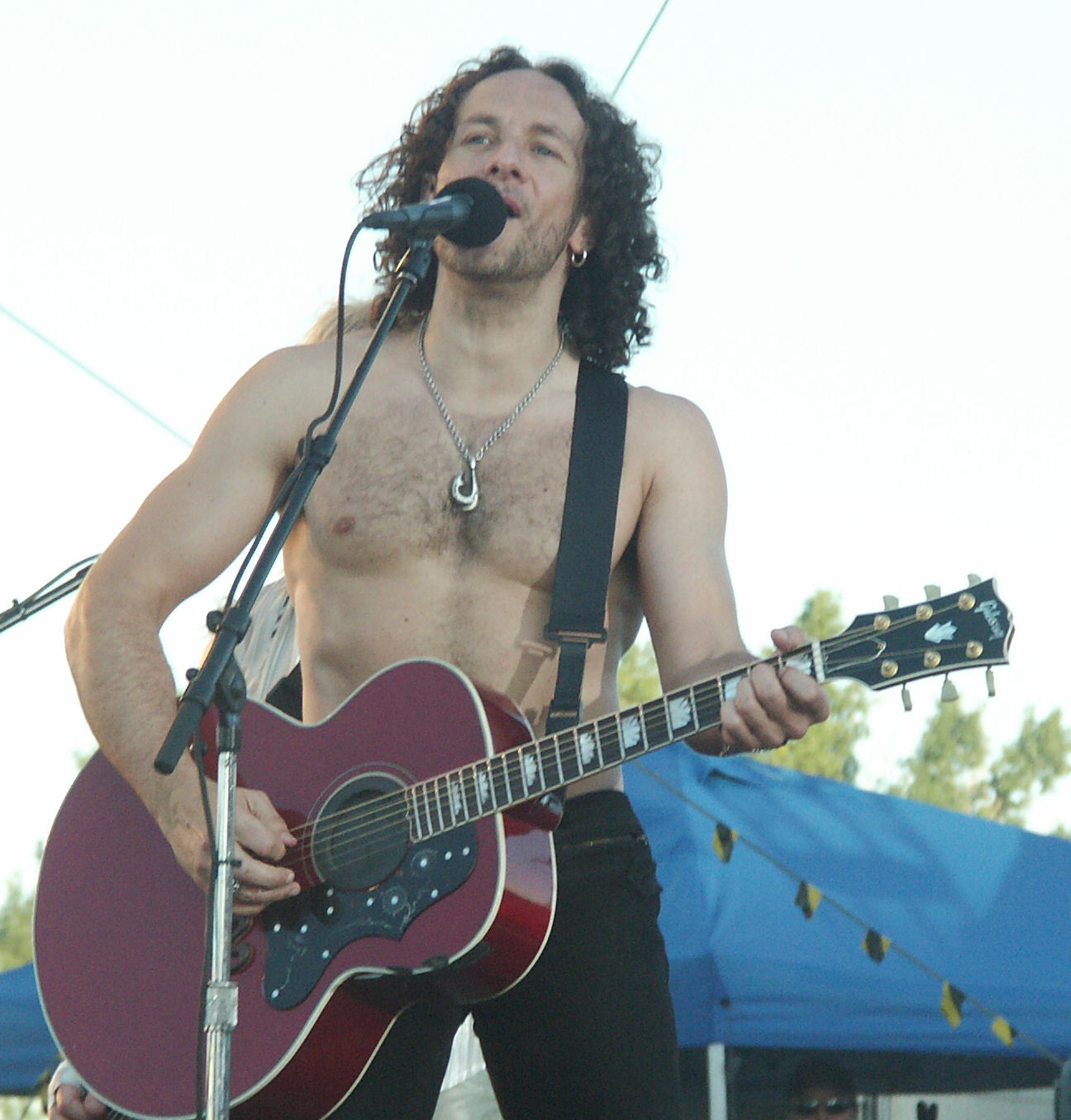
Vivian Campbell prese il posto di Steve Clark

Il 6 giugno 1993 il gruppo tenne un importante concerto nella propria città natale, Sheffield, registrando il tutto esaurito al Don Valley Stadium. Per l'occasione la band presentò dal vivo il nuovo inedito Two Steps Behind. Il brano venne inserito nella colonna sonora del film Last Action Hero - L'ultimo grande eroe e anticipò l'uscita di Retro Active, una raccolta di lati B e tracce varie registrate dal gruppo tra il 1984 e il 1993. Il disco vendette oltre tre milioni di copie. Due anni dopo i Def Leppard pubblicarono invece Vault: Def Leppard Greatest Hits (1980-1995), la loro prima raccolta di successi, che venne distribuita con liste tracce differenti per Giappone, Europa e Nord America. Il disco vendette oltre otto milioni di copie trainato soprattutto dal singolo inedito When Love & Hate Collide, che divenne il brano di maggior successo del gruppo nel Regno Unito, raggiungendo la seconda posizione nella classifica britannica.
Il 23 ottobre 1995 i Def Leppard entrarono nel Guinness dei primati per essere riusciti a suonare ben tre concerti in un unico giorno in tre continenti diversi (Tangeri in Marocco, Londra in Inghilterra e Vancouver in Canada). Il 14 maggio 1996 fu dato alle stampe il sesto album di inediti Slang, il quale segnava un drastico cambiamento con sonorità sperimentali e testi decisamente più oscuri rispetto al passato. Inoltre si trattava del primo lavoro dei Def Leppard a cui non partecipò in alcun modo il produttore Mutt Lange dai tempi di On Through the Night. I membri della band preferirono stavolta suonare insieme nello stesso studio anziché registrare i singoli strumenti in stanze separate, fornendo all'album un suono più ruvido e diretto. Tutti questi cambiamenti spiazzarono i vecchi fan del gruppo e decretarono l'insuccesso dell'album. La rivista britannica Q volle comunque indicare Slang come il miglior album rock del 1996.
Il 21 giugno 1998 l'emittente televisiva VH1 dedicò ai Def Leppard una delle prime puntate della sua nuova trasmissione Behind the Music. La puntata si rivelò una delle più seguite della serie, permettendo al gruppo di riguadagnare in parte la popolarità perduta; venne addirittura parodiata all'interno del famoso programmo televisivo Saturday Night Live. Approfittando del nuovo momento di grazia, il gruppo decise di tornare al suo stile musicale classico pubblicando, nel giugno 1999, il nuovo album Euphoria. Il singolo di lancio Promises rivide il gruppo collaborare con Mutt Lange, e rimase in testa alla classifica Mainstream Rock Songs per tre settimane. Nonostante il fortunato ritorno alle vecchie sonorità, l'album non riuscì a produrre ulteriori singoli di successo. Quello stesso anno il gruppo ricevette il primo disco di diamante per le oltre 10 milioni di copie vendute da Hysteria negli Stati Uniti.

### Ultimi eventi (2000–oggi)

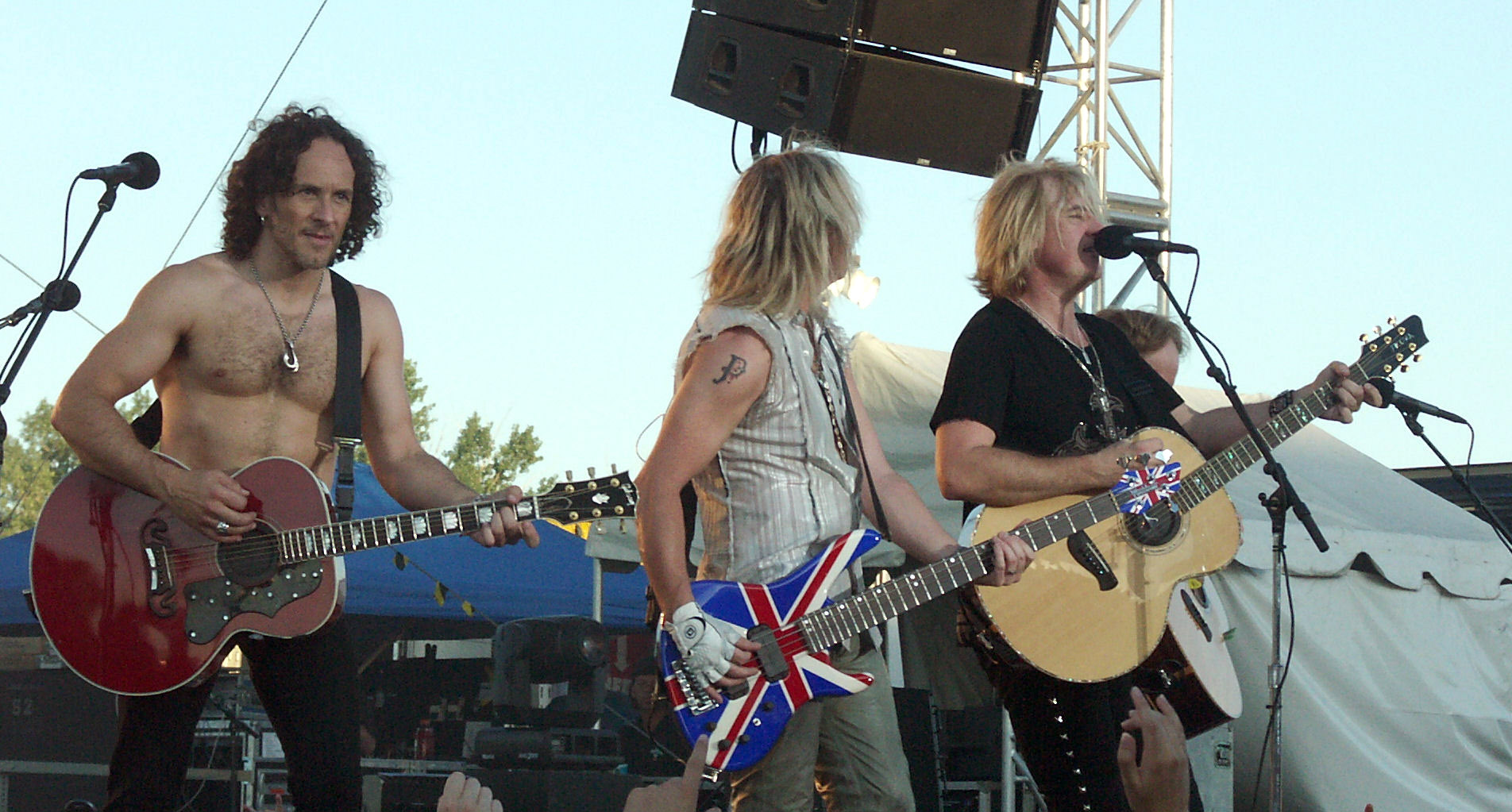
Def Leppard in concerto nel 2007

Il 5 settembre 2000 i Def Leppard vennero introdotti nella Rock Walk of Fame di Hollywood dal loro amico Brian May dei Queen. Nel 2001 la VH1 produsse Hysteria: The Def Leppard Story, un documentario con veri e propri attori incentrato sulla storia del gruppo tra il 1977 e il 1986.
Il 30 luglio 2002 uscì l'ottavo album di inediti del gruppo, intitolato X, il quale presentava sonorità più tranquille e vicine all'universo pop. Il disco ricevette inizialmente buoni riscontri, non ottenendo tuttavia il successo dei precedenti album. La band continuava a racimolare un importante seguito di fan soprattutto nei concerti, come dimostrato dal relativo tour promozionale durato diciotto mesi.
Verso la fine del 2004 venne pubblicata una raccolta aggiornata denominata Best of Def Leppard, successivamente ristampata in Nord America con il titolo Rock of Ages: The Definitive Collection e lista tracce differente. Il disco ottenne il platino negli Stati Uniti, l'oro nel Regno Unito e il doppio platino in Canada. Nel 2005 i Def Leppard presero parte al Live 8 di Filadelfia e partirono per un tour estivo in compagnia di Bryan Adams.
Il 23 maggio 2006 venne pubblicato Yeah!, una raccolta di cover che rendeva omaggio ad artisti come David Bowie, The Kinks, Blondie, Electric Light Orchestra ed altri. L'album debuttò alla 16ª posizione in classifica negli Stati Uniti, regalando alla band il suo decimo disco consecutivo capace di entrare nella top 20.
Il 25 aprile 2008 fu il turno del nono album di inediti, Songs from the Sparkle Lounge, che ricalcava le sonorità tipiche della band in chiave più moderna. Il primo singolo Nine Lives vedeva la partecipazione del cantante country Tim McGraw. Il disco debuttò al quinto posto e venne seguito da un tour estivo di successo. I Def Leppard furono supportati da Styx e REO Speedwagon nelle date in Nord America, mentre nel Regno Unito si esibirono insieme agli Whitesnake. L'apice del tour venne raggiunto durante il Download Festival di fronte a 50.000 persone.
Il 7 novembre 2008, i Def Leppard si esibirono insieme a Taylor Swift in uno speciale show registrato a Nashville, in Tennessee, dalla CMT. Fan del gruppo sin da bambina, la Swift scelse in prima persona di esibirsi insieme ai Def Leppard, in pezzi appartenenti al repertorio di entrambi gli artisti. La cantante definì questa opportunità come "pazzesca" e la "cosa più eccitante nel mondo". Il concerto venne distribuito in DVD esclusivamente nei negozi Walmart.

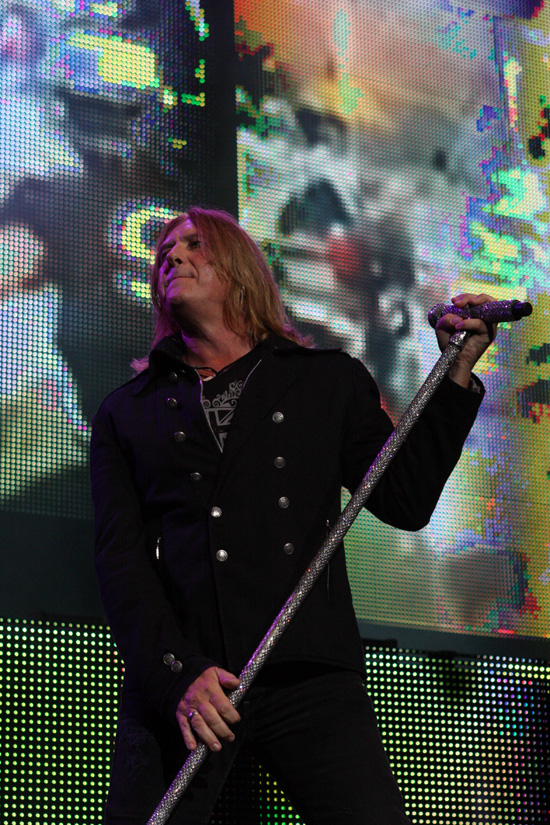
Joe Elliott in concerto nel 2011

Durante un'intervista del febbraio 2011, Joe Elliott annunciò l'uscita di un nuovo disco intitolato Mirrorball: Live & More, previsto per l'estate. Pubblicato il 7 giugno 2011, si trattava di un album dal vivo registrato durante il tour di Songs from the Sparkle Lounge, che presentava inoltre tre brani inediti e un DVD bonus con filmati dietro le quinte. Uno dei tre pezzi inediti, Undefeated, è stato presentato in anteprima radiofonica su Planet Rock il 12 aprile 2011.
Nel 2012, in occasione dell'uscita del film Rock of Ages, i Def Leppard hanno registrato nuovamente i loro vecchi classici Pour Some Sugar on Me e Rock of Ages. La pellicola presentava anche una cover della stessa Pour Some Sugar on Me interpretata da Tom Cruise, che ha ricevuto il plauso diretto da parte della band. Dal 22 marzo al 13 aprile 2013, i Def Leppard hanno suonato una serie di concerti presso l'Hard Rock Hotel & Casino di Las Vegas, presentando per la prima volta in assoluto l'album Hysteria nella sua interezza. Due di queste serate sono state registrate professionalmente per una successiva uscita in DVD. Il 22 ottobre viene infatti pubblicato l'album dal vivo Viva! Hysteria, contenente sia l'esecuzione intera di Hysteria che altri vecchi brani che la band non suonava ormai da diversi anni.
Dopo anni di intensa attività live, la band inglese è tornata a registrare materiale inedito tra il 2014 e il 2015. Nel luglio 2015, Phil Collen conferma ufficialmente l'uscita di un nuovo album prevista per il mese di ottobre. Intitolato semplicemente Def Leppard, il disco ha debuttato direttamente nella top 10 statunitense. Segue un nuovo tour in giro per il Regno Unito insieme agli Whitesnake durante il dicembre dello stesso anno.
Nel gennaio 2016 la band ha intrapreso una particolare serie di concerti denominata Hysteria on the High Seas bordo di una nave da crociera MSC Divina. Tuttavia l'evento è stato funestato da alcuni imprevisti quali i problemi alle corde vocali di Joe Elliott, ammalatosi improvvisamente di laringite acuta, e il ritrovamento del corpo del bassista Jimmy Bain dei Last in Line, il 24 gennaio 2016. La band si è rimessa perfettamente in carreggiata durante il tour americano seguente, da cui è scaturito il video And There Will Be a Next Time... registrato al DTE Energy Music Theatre di Detroit il 15 luglio 2016.
Nel 2018 i Def Leppard si imbarcano in un nuovo tour con i Journey negli stadi americani. I concerti registrano il tutto esaurito in dieci stadi di baseball e la band suona davanti oltre un milione di fan in Nord America. Quello stesso anno l'intero catalogo discografico del gruppo viene reso disponibile per la prima volta sulle piattaforme streaming e download digitale grazie a un accordo con la Universal Music Group.
Il 12 ottobre la band annuncia l'uscita di una nuova raccolta in due dischi, The Story So Far - The Best Of, che verrà pubblicata il 30 novembre 2018. In aggiunta ai maggiori successi dei Def Leppard, la raccolta conterrà anche una nuova cover di Personal Jesus dei Depeche Mode e una traccia natalizia inedita intitolata We All Need Christmas.
Il concerto dello “The Stadium Tour” in programma martedì 18 agosto 2020 al Miller Park di Milwaukee, nel Wisconsin, è diventato il sold out più veloce nella storia dello stadio dopo che i biglietti per il tour dei MÖTLEY CRÜE, DEF LEPPARD, POISON sono stati messi in vendita venerdì mattina 13 dicembre alle 10 (secondo Fox Sports, la capacità di Miller Park è di 42.000 persone.)

## Stile musicale e riconoscimenti
La musica dei Def Leppard è una miscela di hard rock, AOR ed elementi pop, con le sue parti multi-strato, le caratteristiche armonie vocali e riff di chitarra melodici. Nonostante a inizio carriera venissero inseriti tra le band principali del movimento New Wave of British Heavy Metal, la band ha raggiunto il successo di massa come rappresentante del genere hair metal nella metà degli anni ottanta. L'album Pyromania è stato spesso citato come il catalizzatore del movimento pop metal. I Def Leppard hanno tuttavia sempre rifiutato tale etichetta. Dopo la pubblicazione dell'album Hysteria, il gruppo ha sviluppato un proprio sound distintivo comprendente diverse parti di chitarra e armonie vocali che si intrecciavano tra di loro. I due chitarristi del gruppo, Steve Clark e Phil Collen trovarono un'intesa talmente elevata da venire ribattezzati come "The Terror Twins", in riferimento all'appellativo Toxic Twins dato a Steven Tyler e Joe Perry degli Aerosmith. I Def Leppard sono stati citati come influenza da una miriade di artisti, anche di generi distanti come le band thrash metal Slayer, Pantera, Metallica, e la cantante pop Taylor Swift. Altri gruppi come i The Darkness hanno invece basato il loro stile musicale ispirandosi direttamente ai Def Leppard.
Con Pyromania e Hysteria, entrambi capaci di ottenere la certificazione di disco di diamante dalla Recording Industry Association of America, i Def Leppard sono diventati una delle sole cinque band ad aver avuto due album che hanno venduto oltre 10 milioni di copie negli Stati Uniti; le altre sono The Beatles, Led Zeppelin, Pink Floyd e Van Halen. Tra queste i Def Leppard sono stati inoltre l'unica band capace di farlo con due album pubblicati nello stesso decennio. Sia Pyromania che Hysteria compaiono nella classifica di Rolling Stone dei 500 migliori album di tutti i tempi.

## Formazione

### Formazione attuale
- Joe Elliott – voce (1977-presente)
- Phil Collen – chitarra, voce (1982-presente)
- Vivian Campbell – chitarra, voce (1992-presente)
- Rick Savage – basso, voce (1977-presente)
- Rick Allen – batteria (1978-presente)

### Ex componenti
- Pete Willis – chitarra (1977-1982)
- Tony Kenning – batteria (1977-1978)
- Frank Noon – batteria ("The Def Leppard EP" sessions, 1978)
- Steve Clark – chitarra, voce (1977-1991)

## Discografia

### Album in studio
- 1980 – On Through the Night
- 1981 – High 'n' Dry
- 1983 – Pyromania
- 1987 – Hysteria
- 1992 – Adrenalize
- 1996 – Slang
- 1999 – Euphoria
- 2002 – X
- 2008 – Songs from the Sparkle Lounge
- 2015 – Def Leppard
- 2022 – Diamond Star Halos
- 2023 - Drastic Symphonies

### EP
- 1979 – The Def Leppard E.P.
- 1993 – Live: In the Clubs, in Your Face

### Raccolte
- 1993 – Retro Active
- 1995 – Vault: Def Leppard Greatest Hits (1980-1995)
- 2004 – Best of Def Leppard
- 2005 – Rock of Ages: The Definitive Collection
- 2009 – Hysteria/Adrenalize
- 2018 – The Story So Far - The Best Of

### Album dal vivo
- 2011 – Mirrorball: Live & More
- 2013 – Viva! Hysteria

### Album di cover
- 2006 – Yeah!

### Tributi
- 2000 – Tributized: Tribute to Def Leppard
- 2000 – Leppardmania: A Tribute to Def Leppard
- 2005 – Pickin' on Def Leppard: A Bluegrass Tribute
- 2005 – Gatophobia: A Tribute to Def Leppard